# Piasek (powiat częstochowski)
Piasek – wieś w Polsce położona w województwie śląskim, w powiecie częstochowskim, w gminie Janów.
W latach 1975–1998 miejscowość należała administracyjnie do województwa częstochowskiego.
W miejscowości znajduje się makieta Układu Słonecznego.

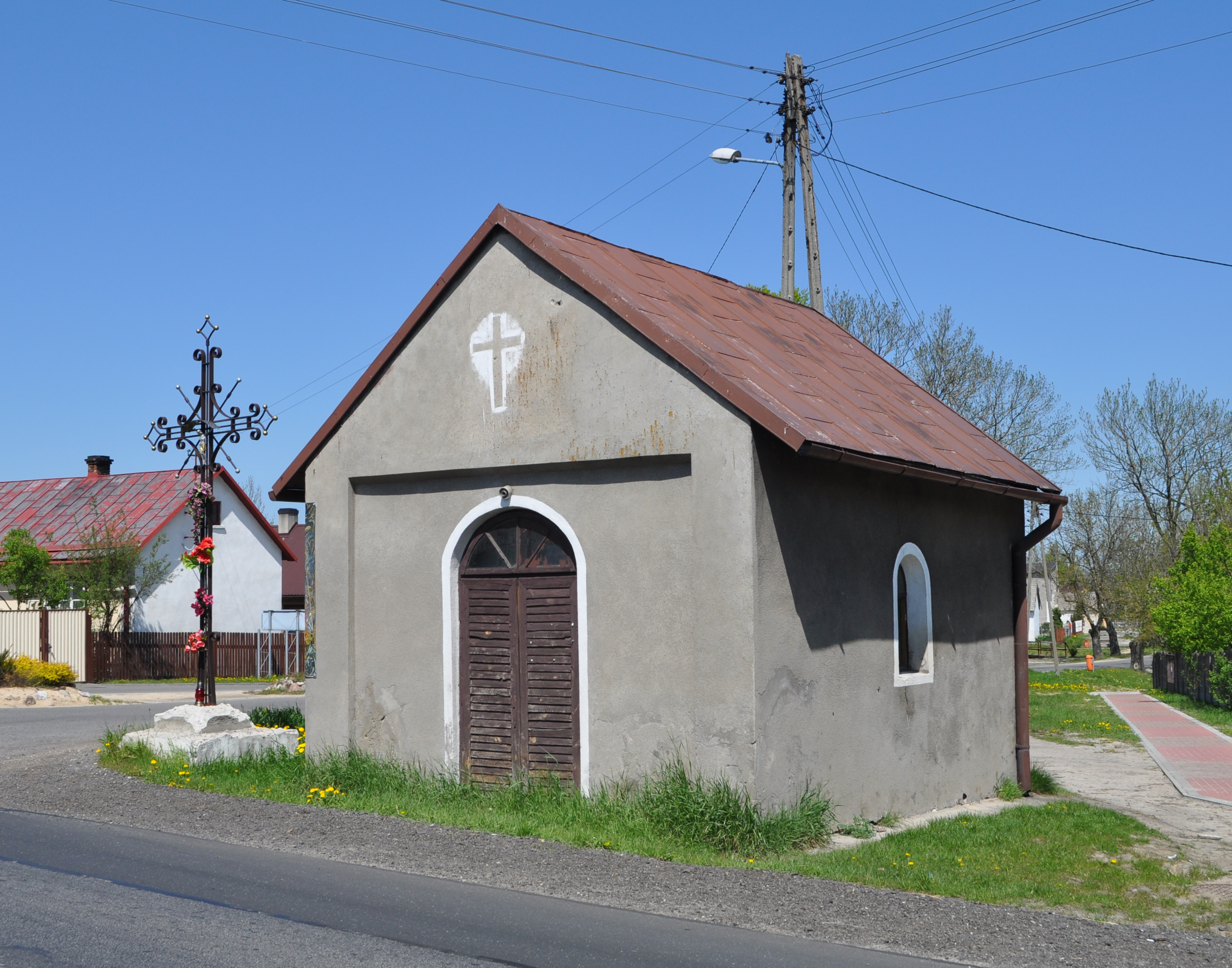
Kapliczka
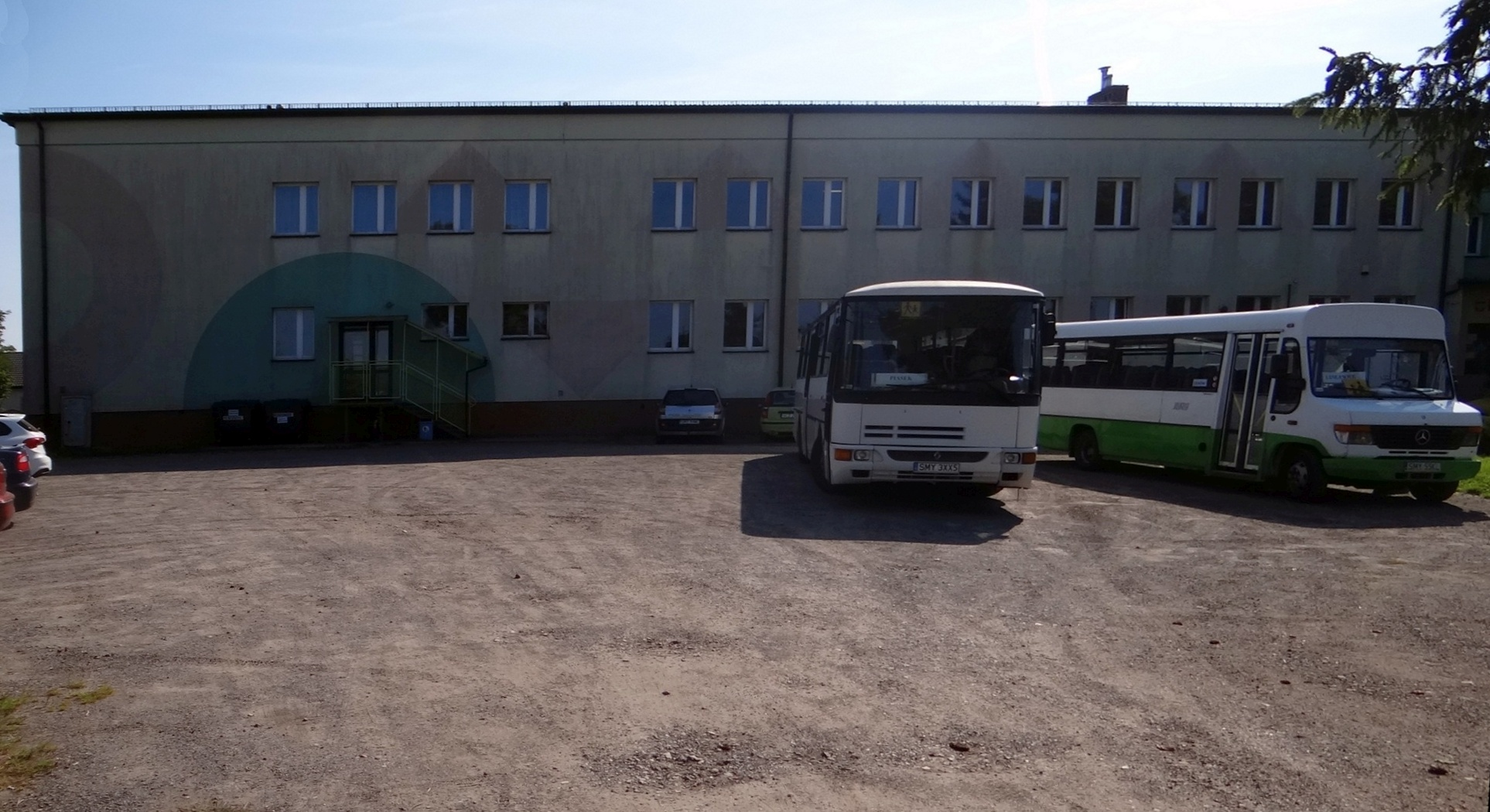
Szkoła
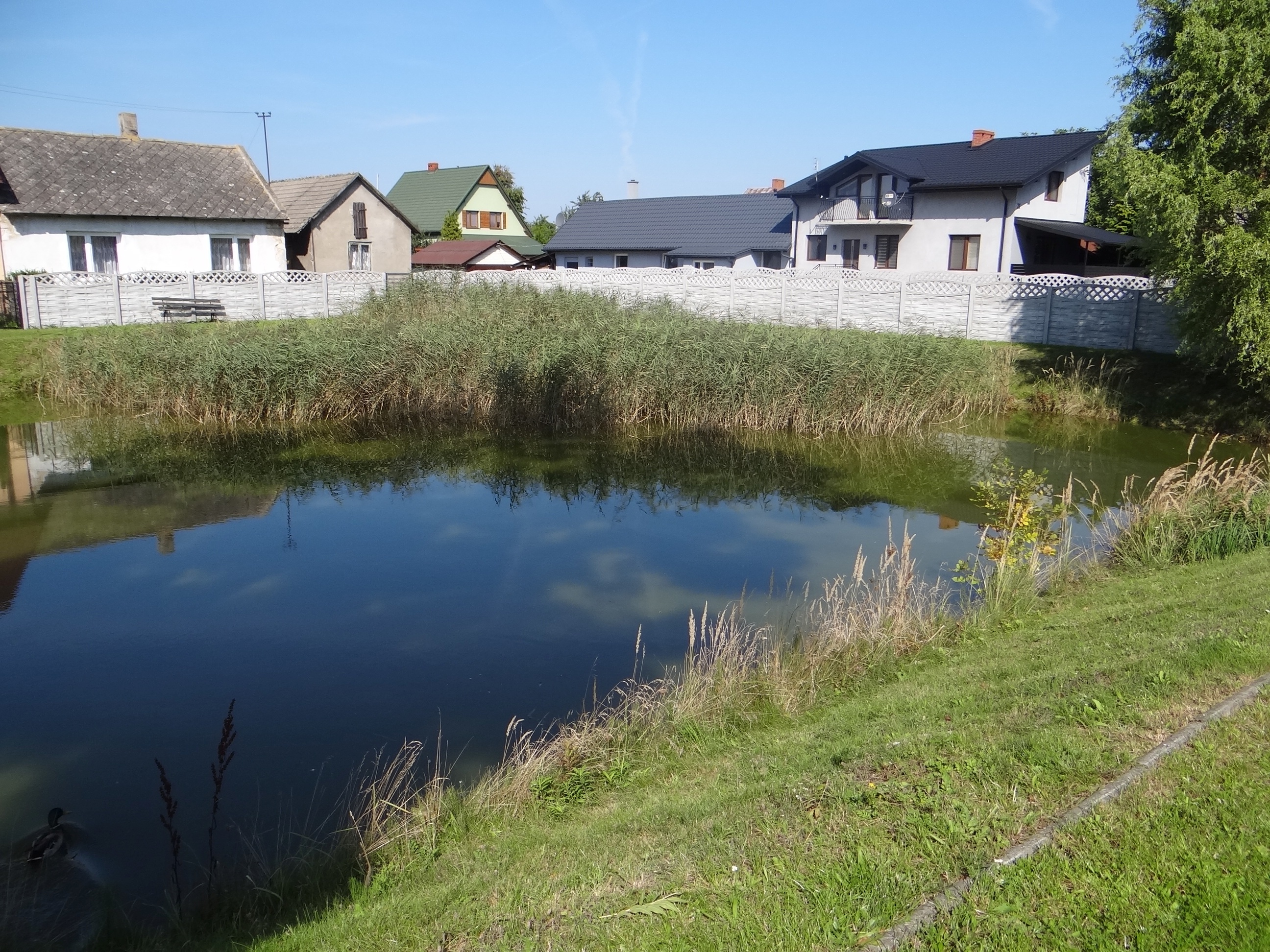
Fragment wsi
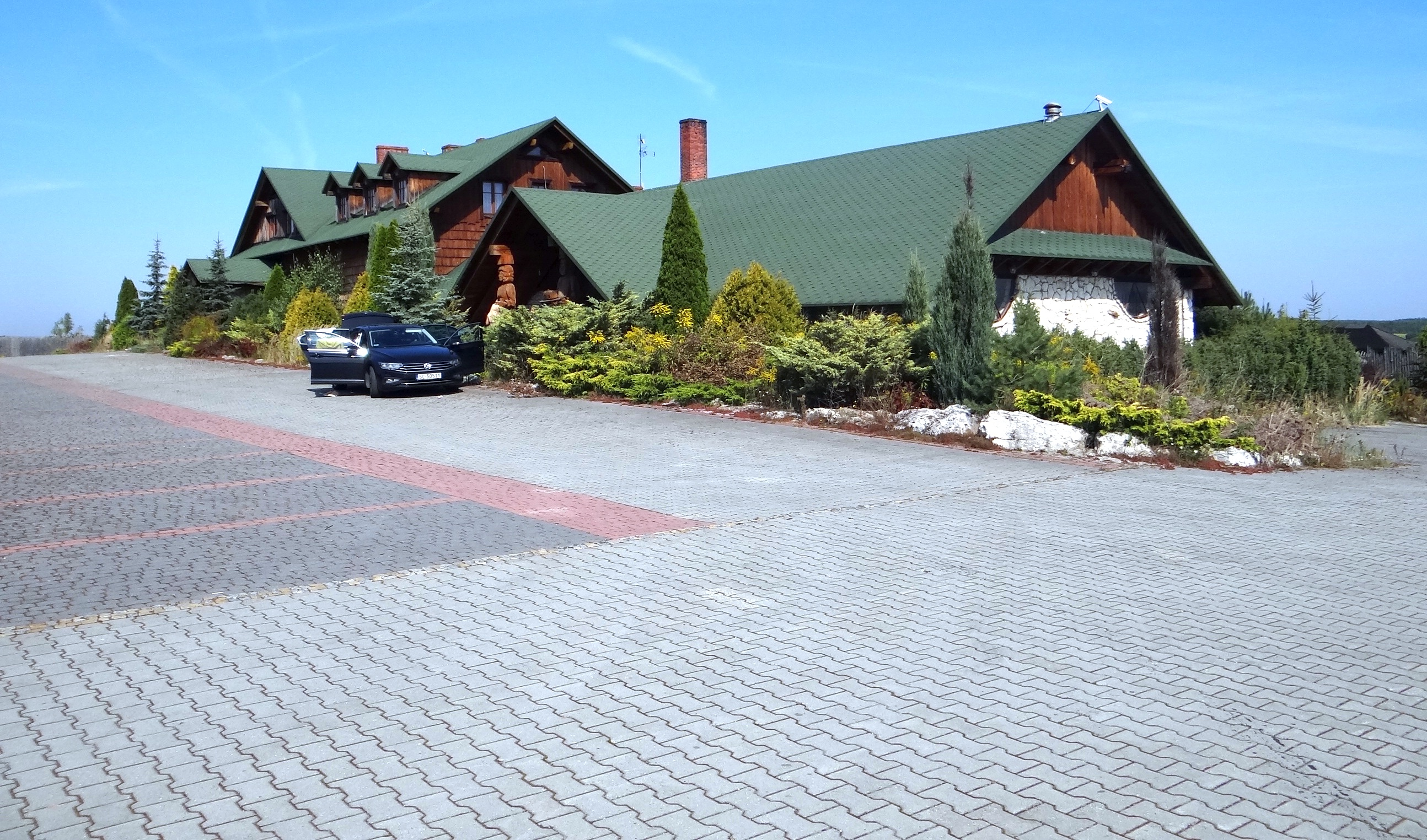
Sala bankietowa